# Astragalus variegatus
Astragalus variegatus är en ärtväxtart som beskrevs av Josef Franz Freyn och Joseph Friedrich Nicolaus Bornmüller. Astragalus variegatus ingår i släktet vedlar, och familjen ärtväxter. Inga underarter finns listade i Catalogue of Life.